# Winnie Mpanju-Shumbusho
Winnie Mpanju-Shumbusho là một bác sĩ nhi khoa người Tanzania và là chủ tịch của RBM Partnership To End Malaria.

## Giáo dục và giáo dục sớm
Mpanju-Shumbusho được sinh ra ở Bukoba là con đầu lòng của một gia đình lớn. Bà có chín người em. Những trải nghiệm của bà khi còn nhỏ đã khuyến khích bà theo đuổi sự nghiệp y tế, và bà đã đến Đại học Dar es Salaam để học ngành y. Bà làm việc ngắn gọn tại Viện Ung thư Ocean Road trước khi chuyển đến Hoa Kỳ để theo học ngành y tế bàng cộng tại Đại học Tulane. Sự nghiệp học tập của bà bắt đầu vào lúc alma bà Matar Đại học Trung tâm y tế Muhumbili Saleem Dar es (nay là Đại học Muhimbili Y tế và Khoa học Allied) nơi bà được bổ nhiệm làm nhân viên y tế cao cấp, tư vấn và giảng viên cao cấp trong nhi khoa, Sức khỏe trẻ em, và Sức khỏe Cộng đồng, kiếm được bằng thạc sĩ vào năm 1986.

## Sự nghiệp
Mpanju-Shambusho được thăng chức trưởng phòng y tế cộng đồng vào năm 1988. Sự nghiệp chính phủ của bà cũng bắt đầu từ lúc này, khi bà đảm nhận vị trí cố vấn trưởng y tế bàng cộng tại Bộ Y tế Tanzania. Năm 1997 Mpanju-Shambusho được bầu làm Tổng giám đốc của Cộng đồng Y tế Đông, Trung và Nam Phi.
Mpanju-Shumbusho đã có nhiều vai trò lãnh đạo trong Tổ chức Y tế Thế giới (WHO) kể từ khi gia nhập năm 1999 với tư cách là giám đốc Chương trình Nhiễm HIV / AIDS và Lây nhiễm qua đường tình dục. Mpanju-Shumbusho được bổ nhiệm làm trợ lý tổng giám đốc của WHO, tập trung vào các chiến lược về HIV / AIDS, bệnh lao, sốt rét và các bệnh nhiệt đới bị bỏ quên. bà đã nghỉ hưu từ WHO vào năm 2015 và sau đó tham gia RBM Partnership To End Malaria với tư cách là chủ tịch hội đồng quản trị, và đã cống hiến sự nghiệp gần đây của mình cho hành trình loại trừ bệnh sốt rét. Mpanju-Shumbusho tiếp tục chủ trì các cuộc họp cho WHO tập trung vào việc loại trừ bệnh sốt rét và đã viết cho các ấn phẩm như The EastAfrican về cuộc thập tự chinh để chấm dứt nhiễm trùng sốt rét mới.
Năm 2019, Mpanju-Shambusho đã được trao tặng Danh hiệu Đối tác nhiều người từ Malaria No More.